# Pascaline

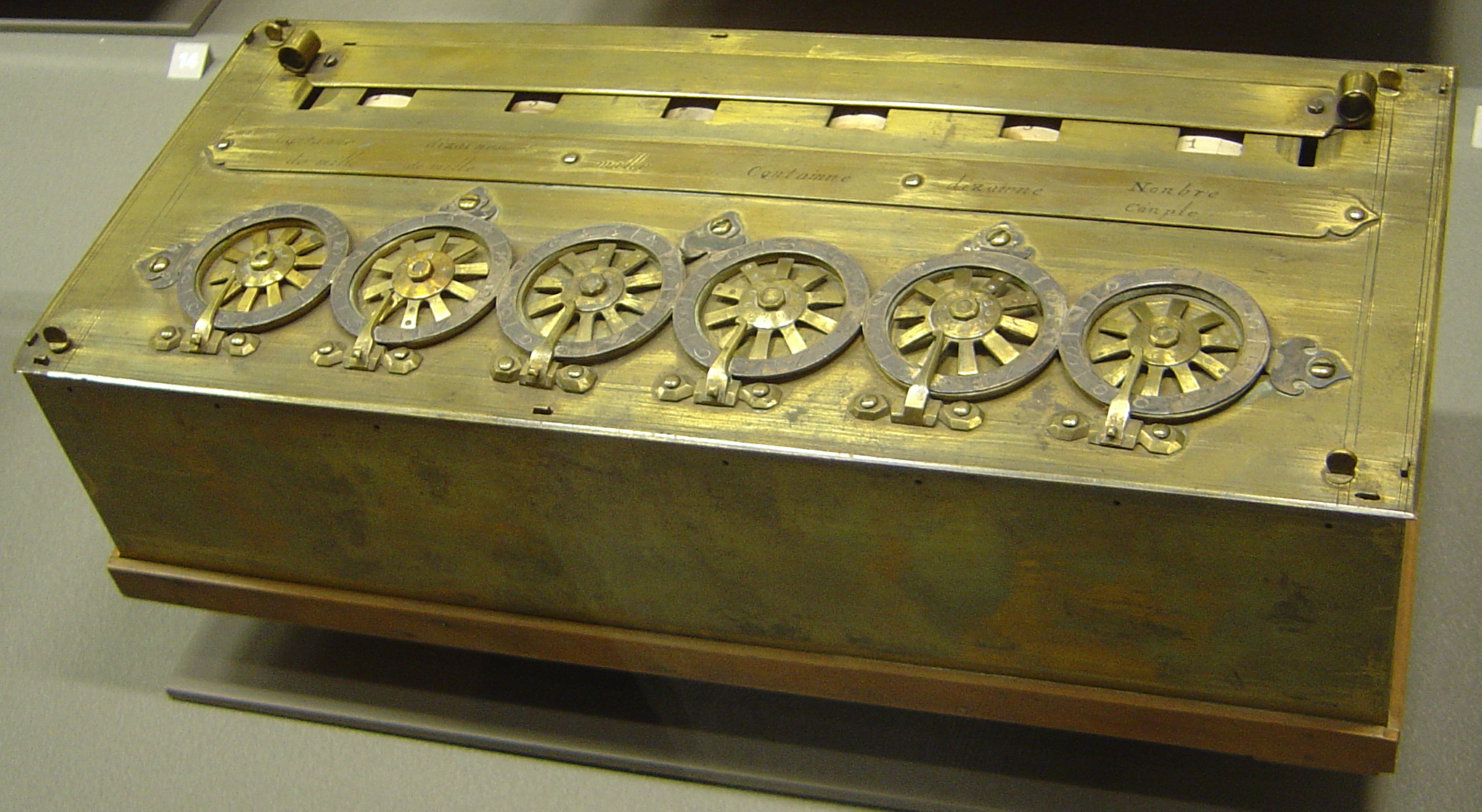

De Pascaline was een van de eerste mechanische rekenmachines, gemaakt door Blaise Pascal en zijn vader. Pascal heeft er van 1642 tot en met 1645 aan gewerkt.
Pascal begon over een rekenmachine na te denken vanwege het vele rekenwerk dat zijn vader als belastingambtenaar beroepsmatig moest doen. Hij ontdekte dat het meest energieverslindend bij de eindeloze op- en aftelsommen het overdrachtsgetal is. Pascal ontwikkelde een houten kistje, waarin eerst zes, later acht tandradertjes naast elkaar geconstrueerd waren, die als in een horloge in elkaar grepen. Elke Franse muntsoort had zijn eigen tandwieltje en deed, wanneer het werd rondgedraaid, de wieltjes ernaast naargelang de waarde ten opzichte van elkaar verspringen: het effect van de overdracht.
Deze vinding wordt vaak als de voorloper van de computer beschouwd en was voor die tijd revolutionair. Maar hoewel de uitvinding tijd- en energiewinst voor de gebruiker betekende, waren de fabricagekosten zo hoog dat bijna niemand het toestel wilde kopen. Uiteindelijk werden er vijftig prototypes van geproduceerd.